# Ágnes (víziló)
Ágnes (korábbi nevén Czacza) egy Pécsi Állatkertben élő víziló.

## Élete
Ágnes (Chorzów, 2002 –) egy nőstény nílusi víziló, apja Hipolit és anyja Hamba 13. (utolsó), 11. életben maradt utódjaként született. Születésekor Lengyelországban a Czacza (ejtsd: Csacsa) nevet kapta.
2007-ben a Katowice melletti Sziléziai Állatkertből 1100 kilósan érkezett Pécsre.
Párja Bálint, egyetlen utódjuk a 2008-ban született hím, Buborék.
A nílusi vízilovak fogságban akár 50 évig is élhetnek.

## Származási tábla
|             | Szigfrid 1978 | Bálint 1994 | Buborék 2008 |
|             | Szigfrid 1978 | Bálint 1994 | Buborék 2008 |
| Süsü        | Linda 1982    | Bálint 1994 | Buborék 2008 |
| Tücsök 1973 | Linda 1982    | Bálint 1994 | Buborék 2008 |
|             | Hipolit 1964  | Ágnes 2002  | Buborék 2008 |
|             | Hipolit 1964  | Ágnes 2002  | Buborék 2008 |
|             | Hamba 1964    | Ágnes 2002  | Buborék 2008 |
|             |               | Ágnes 2002  | Buborék 2008 |